# Нікішин Євген Валерійович
Євген Валерійович Нікішин (4 травня 1977 , Магнітогорськ, Челябінська область ) — російський та український чемпіон Вищої ліги КВН, актор, теле- і радіоведучий. Колишній учасник проєктів «Дизель Студіо» (скетчком «На трьох», концертне шоу «Дизель Шоу»).

## Життєпис
Народився 4 травня 1977 року в Магнітогорську. У 1999 році закінчив Магнітогорський університет.
Учасник команди «Уездный город», чемпіон Вищої Ліги КВН. Футбольний суддя 1-ої категорії.
Знімався в рекламі разом зі своїм другом і партнером по КВК і сцені Сергієм Писаренком.
У дуеті зі Стасом Костюшкіним став переможцем українського варіанту шоу «Дві зірки» — «Зірка + Зірка 2» (2011).
З жовтня 2010 до 20 лютого 2011 року — разом з Сергієм Писаренком вів програму «Сміх у великому місті»
З січня 2012 року — разом з Сергієм Писаренком веде програму «Парад порад» («Парад порад») на Новому каналі (Україна).
З 18 березня 2012 року — ведучий програми «Будь Мужиком» (Перець)
21 лютого 2015 року — став учасником шоу «Імперія Ілюзій: Брати Сафронови» на телеканалі СТС. Зйомки відбулися в кінці 2014 року.
У вересні 2022 року стало відомо про гастролі Євгена Нікішина разом з Антоном Лірником, Ольгою Бузовою та Сергієм Писаренком на лайнері для російських туристів, що курсує із Сочі до Туреччини

## Сім'я
- Дружина — Тетяна Нікішина
- Син — Всеволод Нікішин
- Донька — Аріна Нікішина[2]

## Фільмографія
- 2005 — Херувим — епізод
- 2007 — Кліп «Чікі» Серьоги
- 2009 — Лопухи — Женечька
- 2010 — Варення із сакури — ремонтник
- 2010 — Універ — сусід Саші і Тані (Серія 171)
- 2012 — Мексиканський вояж Степанича — бандит
- 2012 — Велика ржака — Ширяєв
- 2014 — Аліса в країні чудес
- 2016 — Бородач. Зрозуміти та вибачити — Кирило

## Дубляж
- 2015 — Страшні казки — Король Диких Гір (Тобі Джонс)